# Anisodes decolorata
Anisodes decolorata är en fjärilsart som beskrevs av W. Warren 1897. Anisodes decolorata ingår i släktet Anisodes och familjen mätare. Inga underarter finns listade i Catalogue of Life.